# 小泉勉

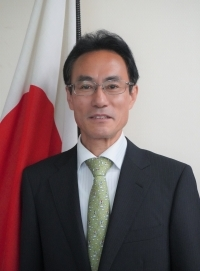
外務省より公表された公式肖像画像

小泉 勉（こいずみ つとむ、1965年〈昭和40年〉9月6日 - ）は、日本の外交官。愛知県出身。
外務省研修所長、在中国特命全権公使を経て、駐ラオス特命全権大使。

## 略歴
東京大学法学部第二類卒業（昭和63年）
- 昭和63年4月 - 外務省入省
- 平成15年8月 - 在フランス日本国大使館　一等書記官
- 平成17年1月 - 在フランス日本国大使館　参事官
- 平成17年10月 - 国際法局条約交渉官
- 平成18年8月 - 国際法局経済条約課条約交渉官
- 平成20年8月 - 国際法局社会条約官
- 平成21年7月 - 総合外交政策局軍縮不拡散・科学部不拡散・科学原子力課長
- 平成23年7月 - 国際連合教育科学文化機関日本政府代表部　参事官
- 平成26年1月 - 国際連合教育科学文化機関日本政府代表部　公使
- 平成26年7月 - 欧州連合日本政府代表部　公使
- 平成28年8月 - 大臣官房参事官兼経済局
- 平成30年7月 - 在ロシア日本国大使館　公使
- 令和2年7月 - 外務省研修所長
- 令和4年7月 - 在中華人民共和国日本国大使館　公使[1]
- 令和4年9月 - 在中華人民共和国日本国大使館 特命全権公使[2]
- 令和6年4月 - ラオス国駐箚 特命全権大使[3]

## 同期
- 青木豊（23年アルメニア大使）
- 赤松武（22年国際民間航空機関代表部大使）
- 岩﨑一郎（09年一橋大学経済研究所教授）
- 一方井克哉（22年ニジェール兼轄、 21年コートジボワール大使（トーゴ兼轄））
- 内川昭彦（23年モントリオール総領事）
- 宇山秀樹（22年デンマーク大使・20年欧州局長）
- 岡田健一（21年香港総領事）
- 小野啓一（24年インド兼ブータン大使、22年外務審議官（経済担当）・22年外務省経済局長・20年地球規模課題審議官）
- 小野日子（24年ハンガリー大使・22年外務報道官・21年外務省経済局長・内閣広報官）
- 海部篤（23年ウィーン代表部大使・21年軍縮不拡散・科学部長・20年儀典長）
- 小林賢一（24年・特命全権大使（国際貿易・経済担当）・21年ラオス大使）
- 佐々山拓也（24年ウガンダ大使・20年トロント総領事）
- 鈴木光太郎（22年ボストン総領事・20年イラク大使）
- 髙杉優弘（21年コロンビア大使）
- 達増拓也（07年岩手県知事）
- 堤尚広（24年特命全権大使（人権担当兼国際平和貢献担当）・20年南スーダン大使）
- 林禎二（21年ブラジル大使・20年中南米局長）
- 平野隆一（24年人事院事務総局審議官・21年在ロシア大使館 特命全権公使・20年内閣官房国際テロ情報集約室次長・16年ユジノサハリンスク総領事）
- 船越健裕（25年外務事務次官・23年外務審議官（政務担当）・20年アジア大洋州局長）
- 松本太（22年イラク大使・19年ニューヨーク領事）
- 柳淳（23年シカゴ総領事・21年内閣審議官兼内閣情報調査室次長兼国際テロ情報集約室次長、18年在オーストリア大使館 公使）